# Stoycho Atanasov
Stoycho Atanasov (tiếng Bulgaria: Стойчо Атанасов; sinh 14 tháng 5 năm 1997) là một cầu thủ bóng đá Bulgaria thi đấu ở vị trí hậu vệ cho CSKA Sofia.